# Gouvernement Thorn
Gouvernement Loutsch Gouvernement Kauffman
Le gouvernement Thorn (luxembourgeois : Regierung Thorn), est le gouvernement du Luxembourg en fonction du 24 février 1916 au 18 juin 1917 au cours de l'occupation allemande du Luxembourg pendant la Première Guerre mondiale.

## La transition
Après une crise gouvernementale de plus d’un mois, Victor Thorn réussit à former un gouvernement d’union nationale comprenant deux libéraux (Thorn et Moutrier), deux
catholiques (Kauffman et Lefort) et un socialiste (Welter). Cette coalition rompt avec la politique menée jusqu’alors par le bloc de gauche et qui visait à exclure la droite du pouvoir. Un des principaux défenseurs de l’union nationale est le docteur Welter. Devant la Chambre, il déclare: « Si vous voulez donc un gouvernement qui agisse et soit à même d’agir, […] il faut que tous les partis se mettent derrière ce gouvernement. » La tâche primordiale du gouvernement consiste à résoudre les problèmes que pose le ravitaillement de la population. La situation de guerre rend impossible l’importation de vivres pour compenser les insuffisances de la production nationale. Le gouvernement essaie de juguler l’inflation en décrétant des prix maxima et en introduisant le rationnement. Il en résulte un marché noir florissant et une vive tension entre les villes qui souffrent de la pénurie, d’une part, et la campagne qui profite de la hausse des prix, d’autre part. La perte du pouvoir d’achat et l’augmentation générale du coût de la vie forcent le gouvernement à accorder des indemnités de vie chère aux fonctionnaires et employés. Le mécontentement pousse finalement les ouvriers à s’organiser sur le plan syndical. En septembre 1916, les deux premiers syndicats de la sidérurgie naissent à Esch-sur-Alzette et dans la capitale. En juin 1917, une grève éclate dans le Bassin minier. Elle est réprimée par l’intervention de l’armée allemande. Le gouvernement Thorn ne parvient pas à maîtriser la situation. Le 22 décembre 1916, une écrasante majorité à la Chambre des députés exprime sa défiance au directeur général de l’Agriculture, Michel Welter, chargé des questions d’approvisionnement. En mars et avril 1917, le canton d’Esch-sur-Alzette voit l’élection de trois candidats indépendants, ce qui met définitivement fin à la majorité du bloc. Le pays risque de devenir ingouvernable. Le gouvernement Thorn présente sa démission.

## Composition

### Initiale (24 février 1916)
| Portefeuille                                                                                         | Titulaire | Titulaire      | Parti |
| --- | --------- | -------------- | ----- |
| Ministre d'État Président du gouvernement Directeur général des Affaires étrangères et de la Justice |           | Victor Thorn   | LL    |
| Directeur général de l'Agriculture, de l'Industrie et du Commerce                                    |           | Michel Welter  | SP    |
| Directeur général des Finances                                                                       |           | Léon Kauffman  | RP    |
| Directeur général de l'Intérieur et de l'Instruction publique                                        |           | Léon Moutrier  | LL    |
| Directeur général des Travaux publics                                                                |           | Antoine Lefort | RP    |

### Remaniement du 3 janvier 1917
- Les nouveaux ministres sont indiqués en gras, ceux ayant changé d'attributions en italique.

| Portefeuille                                                                                         | Titulaire | Titulaire      | Parti |
| --- | --------- | -------------- | ----- |
| Ministre d'État Président du gouvernement Directeur général des Affaires étrangères et de la Justice |           | Victor Thorn   | LL    |
| Directeur général de l'Agriculture, de l'Industrie et du Commerce                                    |           | Ernest Leclère | SP    |
| Directeur général des Finances                                                                       |           | Léon Kauffman  | RP    |
| Directeur général de l'Intérieur et de l'Instruction publique                                        |           | Léon Moutrier  | LL    |
| Directeur général des Travaux publics                                                                |           | Antoine Lefort | RP    |